# Clyde Bellecourt
Clyde Howard Bellecourt (8 de mayo de 1936-11 de enero de 2022) fue un organizador de los derechos civiles de los nativos de Estados Unidos. Su nombre ojibwe es Nee-gon-we-way-we-dun, que significa "Trueno antes de la tormenta". Es más conocido por cofundar el American Indian Movement (AIM) en Mineápolis en 1968 con Dennis Banks, Eddie Benton-Banai y George Mitchell. Su hermano mayor, Vernon Bellecourt, también participó activamente en el movimiento.
Bajo el liderazgo de Bellecourt, el AIM creó conciencia sobre los problemas tribales relacionados con el gobierno federal, supervisó el acoso policial en Mineápolis, creó programas de bienestar para indígenas urbanos y fundó "escuelas de supervivencia" indias en Twin Cities para enseñar a los niños habilidades para la vida y ayudarlos a aprender. sus culturas tradicionales. Inició el Camino de los Tratados Rotos, una larga marcha a Washington D. C. en 1972 para servir como un primer paso para renegociar los tratados y las relaciones entre las naciones tribales y federales. Además, fundó organizaciones sin ánimo de lucro para emprender el desarrollo económico en beneficio de los nativos estadounidenses.

## Primeros años
Bellecourt fue el séptimo de doce hijos nacidos de sus padres (Charles y Angeline) en la Reserva India White Earth en el norte de Minnesota. Entre sus hermanos mayores estaba el hermano Vernon Bellecourt. Esta reserva fue considerada la más grande y más pobre de las comunidades ojibwe del norte del estado. Su casa no tenía agua corriente ni electricidad.
En su juventud, Bellecourt luchó contra las autoridades ante los abusos contra a su familia y otros indios. Cuando era niño, podía escuchar a sus padres hablar en voz baja a altas horas de la noche en un idioma que no entendía. Cuando preguntó qué estaban diciendo, le dijeron que pensara en su educación y que hiciera lo mejor que pudiera. Los años en la escuela no fueron agradables. Cuando era niño, asistió a una escuela misionera católica de reserva dirigida por monjas estrictas de una orden benedictina. El joven Bellecourt atrapó conejos y cosechó arroz silvestre y remolacha azucarera hasta los 11 años cuando fue arrestado por absentismo escolar y delincuencia y enviado a la Escuela de Capacitación Estatal Red Wing.
Cuando fue liberado cuatro años después, la familia Bellecourt se había mudado a Mineápolis en la década de 1950, bajo la Ley de Reubicación de Indios de 1956. Encontraron la ciudad difícil y Bellecourt reaccionó ante la percepción de discriminación y alienación.
Recibió detenciones en la escuela. También incurrió en cargos criminales, fue declarado culpable y sentenciado al centro penitenciario para adultos de St. Cloud por una sucesión de delitos, entre ellos robo con allanamiento de morada y robo.
A los 25 años, Bellecourt fue trasladado a la prisión de Stillwater en la ciudad homónima de Minnesota, donde cumplió el resto de su condena. Allí conoció a muchos otros nativos estadounidenses, muchos de ellos también ojibwe. Entre ellos estaban Eddie Benton-Banai, que había iniciado un programa cultural en la prisión llamado American Indian Folklore Group para nativos estadounidenses, y Dennis Banks. Después de trabajar juntos en prisión, decidieron crear un programa similar en Mineápolis, para ayudar a los indios urbanos a través de la exposición a su cultura y espiritualidad tradicionales.

## American Indian Movement
Bellecourt ayudó a fundar el AIM durante una reunión en Mineápolis en julio de 1968 con Banks y George Mitchell de Leech Lake Reservation. Eddie Benton-Banai, quien se crio en la reserva de Lac Courte Oreilles en el norte de Wisconsin, también fue uno de los fundadores. Estaban discutiendo cómo crear conciencia sobre los problemas que enfrentan los indios estadounidenses en las Ciudades Gemelas y cómo resolver esos problemas. Los temas incluyeron el acoso policial y la brutalidad contra los nativos estadounidenses, la discriminación por parte de los empleadores, la discriminación en la escuela, las viviendas deficientes y el alto desempleo entre los indios estadounidenses. Al principio se llamaban a sí mismos Concerned Indian Americans (o sea Indios Estadounidenses Preocupados), pero cambiaron a AIM por sugerencia de una mujer mayor. Bellecourt fue elegido primer presidente del grupo, director de campo de Dennis Banks y vicepresidente de Charles Deegan.
El AIM comenzó a monitorear los arrestos de indios estadounidenses realizados por la Policía local para garantizar que se observaran sus derechos civiles y que fueran tratados con dignidad y respeto. Benton-Banai también había trabajado en este tema antes de cumplir condena en la prisión de Stillwater.
En 1970, lideró una toma de posesión del edificio de la Oficina de Asuntos Indígenas (BIA) en Littleton para exigir que los nativos estadounidenses estuvieran a cargo de esta. La protesta se extendió por todo el país, con el cierre de ocho oficinas de BIA.
En 1971, Bellecourt visitó Chicago Indian Village (CIV), un grupo intertribal que protesta para crear conciencia y soluciones para las malas condiciones de vivienda de los nativos estadounidenses en Chicago. El CIV había ocupado el antiguo sitio de una batería de misiles antiaéreos Nike en el puerto de Belmont en Chicago.

## Camino de los Tratados Rotos
En agosto de 1972, el presidente tribal Robert Burnette de la Reserva Rosebud propuso una marcha pacífica en Washington D. C. que se conoció como el Camino de los Tratados Rotos. Querían resaltar las fallas del gobierno federal en el cumplimiento de sus obligaciones del tratado y propusieron una nueva legislación para eliminar la BIA del Departamento del Interior. El grupo apoyó el establecimiento de una Comisión Federal India, para informar directamente al presidente en lugar de a través de otros funcionarios, para garantizar que los intereses indios se consideraran en todos los aspectos. Los organizadores originalmente planearon una gira pacífica por los puntos de referencia de Washington y una reunión con los principales funcionarios del gobierno para presentar sus "20 puntos", como una lista de sus quejas y demandas.
Los activistas ocuparon la sede del Departamento del Interior, específicamente la BIA, antes de iniciar negociaciones por sus 20 puntos. Supuestamente causaron grandes daños a los archivos de tratados y otros registros de la historia entre el gobierno federal y las tribus. Hicieron un llamado para poner fin a la corrupción y la mala gestión dentro de la BIA. Bellecourt y otros líderes del AIM dirigieron las negociaciones con el gobierno federal.

## Wounded Knee
En 1973, los activistas del AIM fueron invitados a la reserva india de Pine Ridge en Dakota del Sur por su organización local de derechos civiles para ayudar a asegurar un mejor trato de las fuerzas del orden estatales y locales en las ciudades fronterizas, que habían tardado en procesar los ataques contra Lakota. También protestaban por el juicio político fallido del presidente tribal electo, Richard Wilson, a quien muchos en la reserva se opusieron, y por las malas condiciones de vida. El AIM dirigió una ocupación de la ciudad de Wounded Knee dentro de la reserva. Los agentes del FBI y los alguaciles estadounidenses pronto rodearon la ciudad y hubo un enfrentamiento armado de 71 días. Dos personas murieron en los hechos.
Bellecourt se convirtió en negociador. Finalmente, él, Russell Means y Carter Camp celebraron una reunión con un representante del presidente de los Estados Unidos. Negociaron una auditoría de la operación de las finanzas tribales de Wilson y una investigación de las acusaciones de abusos cometidos por su milicia privada, los Guardianes de la Nación Oglala (GOON).
Después de dejar Pine Ridge, Bellecourt y Means fueron arrestados en la ciudad de Pierre; el tribunal fijó una fianza de 25 000 dólares. Se les entregó una orden de restricción para no acercarse a menos de cinco millas de la ciudad de Wounded Knee. Tras ser liberada bajo fianza, Bellecourt realizó una gira de recaudación de fondos por los Estados Unidos. Se retiraron los cargos contra Means and Banks y no se presentó ninguno contra Bellecourt.

### Atentado
Carter Camp, recién elegido presidente nacional del AIM, disparó a Bellecourt a quemarropa en la Reserva Rosebud en 1973. Más tarde, Bellecourt escribió en su autobiografía que creía que Camp estaba trabajando con el FBI. La bala le atravesó el páncreas y apenas le alcanzó la columna. Las noticias lo dieron por muerto, pero fue trasladado en avión desde Dakota del Sur al hospital de la Universidad de Minnesota, donde se recuperó.
Después de que terminó la ocupación de Wounded Knee, Bellecourt organizó seminarios y otras apariciones públicas. Afirmó que "el seminario representa el inicio de un esfuerzo educativo del AIM y un punto de inflexión para la organización, que espera evitar enfrentamientos violentos en el futuro". A lo largo del resto de su gira de conferencias sobre Wounded Knee y la adquisición de BIA, Bellecourt mantendría que el cristianismo, la Oficina de Educación y el gobierno federal eran enemigos de los indios. Defendió las acciones del AIM en BIA y Wounded Knee. Bellecourt dijo: "Somos los propietarios del país, es fin de mes, vence el alquiler y el AIM va a cobrar".
En 1977, Bellecourt viajó a las Naciones Unidas, donde testificó sobre el maltrato de los nativos estadounidenses por parte de Estados Unidos.

## Cargos de drogas de la década de 1980
En diciembre de 1985, Bellecourt se reunió con un agente encubierto en una lavandería en Little Earth of United Tribes, un complejo de viviendas del sur de Mineápolis, y le vendió LSD. Acusado de ocho cargos de ser un distribuidor de drogas, Bellecourt aceptó un acuerdo de culpabilidad. Confesó y se declaró culpable de delitos menores. El juez de distrito federal Paul A. Magnuson lo condenó a cinco años de prisión (de los cuales cumplió menos de dos). Bellecourt se había vuelto adicto a las drogas antes de su arresto; más tarde dijo que la condena y el encarcelamiento lo ayudaron a romper la adicción.
Bellecourt describió esta vez con pesar: "Nunca debí involucrarme en el tráfico de drogas, pero lo hice. He cometido errores en mi vida, y este fue uno de los peores; he tenido que hacer las paces con eso."

## Heart of the Earth
Bellecourt fundó la Escuela de Supervivencia Heart of the Earth en 1972, que fue aprobada para el estado 501 (c) (3) en 1974. La aprobación de la Ley de Educación de Indígenas Americanos permitió a las tribus nativas americanas y grupos relacionados contratar para operar escuelas financiadas por BIA para estudiantes nativos estadounidenses. Heart of the Earth ganó tales contratos durante 24 años. La escuela cubrió a estudiantes desde preK-12. En la década de 1980, agregó programas de aprendizaje para adultos y penitenciarios. Heart of the Earth ha coordinado un programa de educación legal nacional.
Heart of the Earth se desarrolló como una escuela chárter independiente en 1999, cuando se consideraba una opción del distrito escolar público. Continuó ofreciendo una amplia variedad de programas culturales independientes, otorgó becas a estudiantes indios y desarrolló investigaciones sobre lenguas indígenas. La carta fue revocada en 2008 porque se descubrieron graves irregularidades financieras y se cerró la escuela. En total, más estudiantes nativos estadounidenses se graduaron de la escuela en sus 40 años de historia que de todas las Escuelas Públicas de Mineápolis combinadas.

## Actividades posteriores
En 1993, Bellecourt y otros encabezaron protestas contra la brutalidad policial en Mineápolis cuando dos nativos ebrios fueron llevados al hospital en la cajuela de un patrullero.
Bellecourt continuó dirigiendo las actividades nacionales e internacionales del AIM. Coordinó la Coalición Nacional contra el Racismo en los Deportes y los Medios, que durante mucho tiempo ha protestado por el uso de mascotas y nombres de nativos estadounidenses en los equipos deportivos, instándolos a poner fin a tales prácticas; los Washington Redskins finalmente abandonaron su mascota en 2020 en respuesta a años de protestas. También dirigió Heart of the Earth, Inc., un centro de interpretación ubicado detrás del sitio de la antigua "escuela de supervivencia" del AIM, que funcionó desde 1972 hasta 2008 en Mineápolis.
Otras organizaciones fundadas en parte por Bellecourt incluyen el Centro Elaine M. Stately Peacemaker para jóvenes indios; la Patrulla AIM, que brinda seguridad a la comunidad indígena de Mineápolis; el Centro de Derechos Legales; Comunicaciones MIGIZI, Inc.; la Clínica de la Comunidad Nativa Americana; Mujeres de las Naciones Eagle Nest Shelter; y Board of American Indian OIC (Centro de Industrialización de Oportunidades), un programa de trabajo para ayudar a los nativos estadounidenses a conseguir trabajos de tiempo completo. 

## Vida personal y muerte
Bellecourt vivía en Mineápolis con su esposa, Peggy. Tuvieron cuatro hijos. Murió de cáncer el 11 de enero de 2022, a la edad de 85 años. En el momento de su muerte, Bellecourt era el último cofundador sobreviviente del American Indian Movement.
El gobernador de Minnesota, Tim Walz, declaró: "Clyde Bellecourt provocó un movimiento en Mineápolis que se extendió por todo el mundo. Su lucha por la justicia y la equidad deja un poderoso legado que seguirá inspirando a la gente de nuestro estado y nación en las generaciones venideras". Según la vicegobernadora de Minnesota, Peggy Flanagan, Neegawnwaywidung fue una "líder de los derechos civiles que luchó durante más de medio siglo en nombre de los pueblos indígenas de Minnesota y de todo el mundo". Indian Country se benefició del activismo de Clyde Bellecourt".